# Rascht-Tal

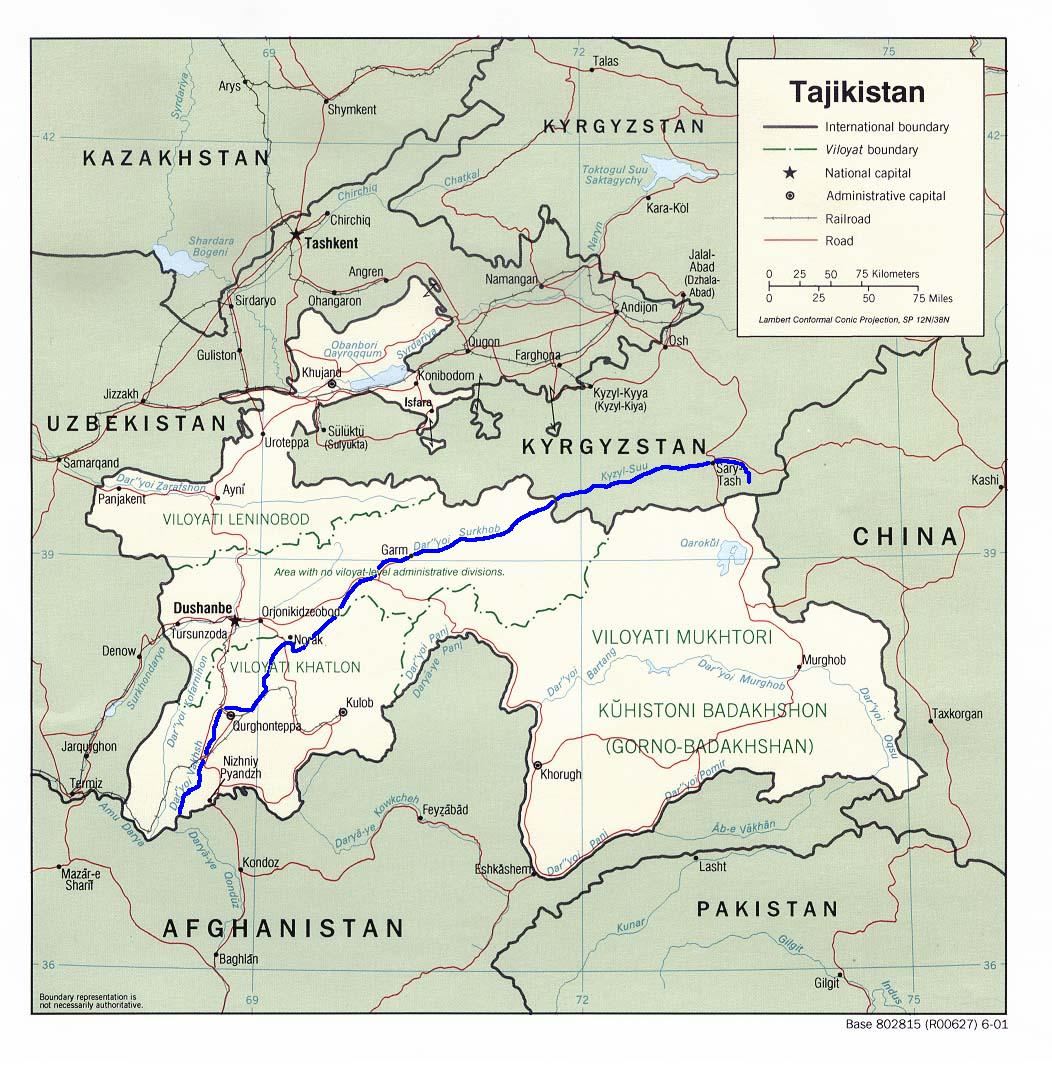
Verlauf des Flusses Wachsch

Das Rascht-Tal (tadschikisch: Водии Рашт Wodii Rascht, auch: Rasht-Tal, Karotegin) ist eine Landschaft im Norden Tadschikistans. Das Tal wird vom Fluss Wachsch, einem Quellfluss des Amudarjas, durchflossen.

## Lage
Das Tal liegt nordöstlich der tadschikischen Hauptstadt Duschanbe im Nohija Rascht der Nohijahoi tobei dschumhurij. Das Tal ist umgeben vom Alaigebirge, der Peter-I.-Kette und dem Karategin-Gebirgszug. Das Tal erstreckt sich bis zur tadschikisch-kirgisischen Grenze. Die Talsohle wird von terrassenartig ansteigenden Berghängen begrenzt.

## Bevölkerung
Die Gesamtbevölkerung des Tals beträgt etwa 300.000, hauptsächlich Tadschiken und Kirgisen.

### Orte

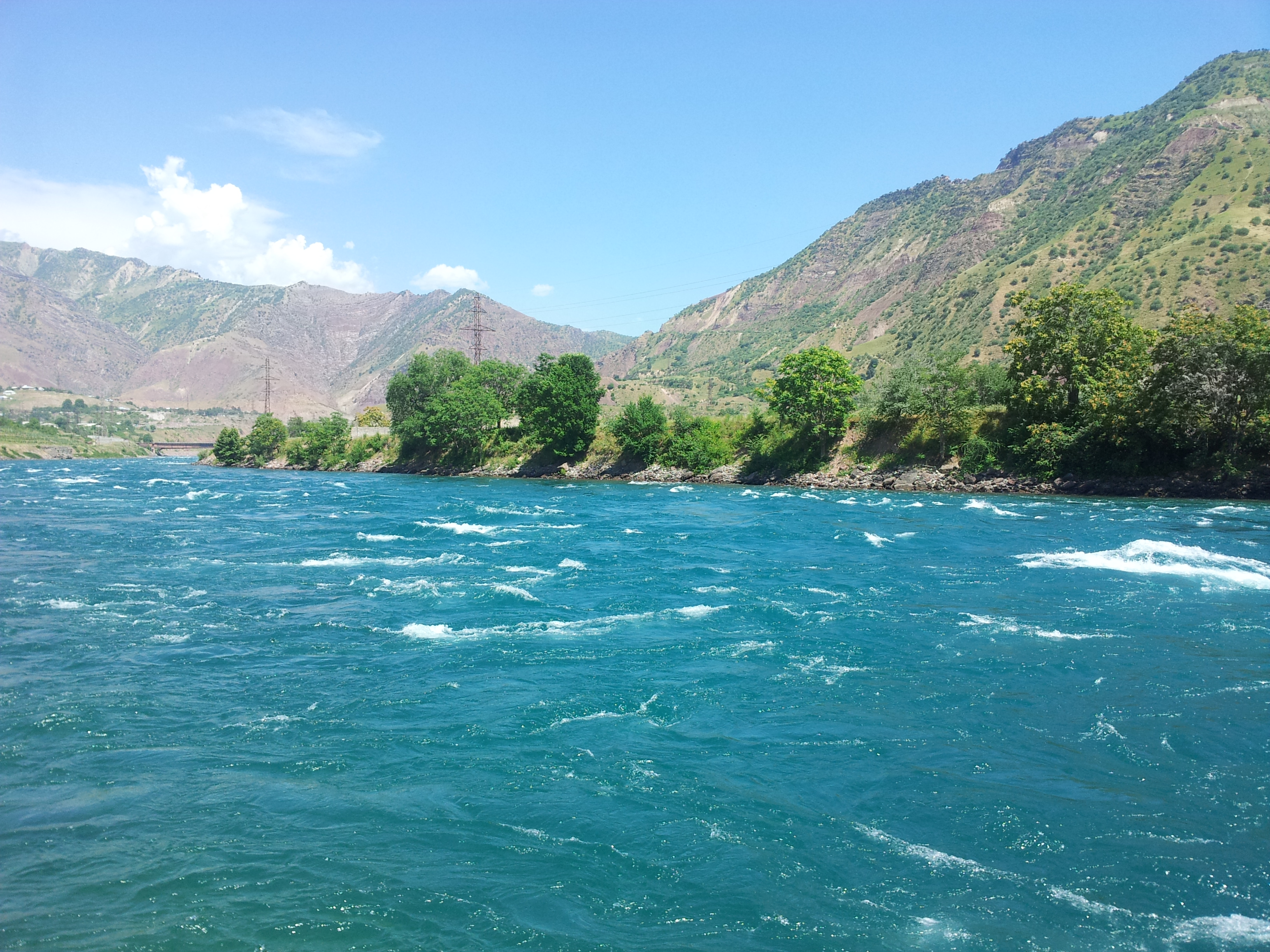
Der Wachsch

Der Hauptort der Region ist die Bezirkshauptstadt Gharm, gelegen in der Talmitte auf 1370 Metern Höhe. In der Stadt am Wachsch leben knapp 8000 Menschen. Weitere Orte im Tal sind Jirgatol, Tojikobot, Damburacha und Kanyshbek.

### Religion
Das Rascht-Tal ist im Vergleich zu vielen anderen Regionen Tadschikistans stark muslimisch geprägt. Ausdruck davon sind die vielen Moscheen im Tal.

## Wirtschaft
Von zentraler Bedeutung für die Wirtschaft der Region ist die Landwirtschaft. Die meisten Bewohner der Region leben vom Anbau von Obst, Gemüse und Getreide, insbesondere von Äpfeln, Kartoffeln und Weizen. Die produzierten Waren werden in der Region verkauft oder in die Hauptstadt Duschanbe südwestlich des Rascht-Tal gebracht.

### Rogun-Staudamm
Auswirkungen auf die Region hat der Bau des Rogun-Staudamms, dem höchsten seiner Art weltweit.  Das größte Infrastrukturprojekt des Landes befindet sich weiter südlich am Flusslauf des Wachsch. Am 16. November 2018 nahm der tadschikische Präsident Emomalij Rahmon die erste Turbine des Kraftwerks in Betrieb. Für die Region hat das Projekt große soziale Konsequenzen, da der Damm die Umsiedlung von bis zu 42.000 Menschen nötig macht.

## Geschichte
Im Tadschikischen Bürgerkrieg von 1992 bis 1997 war das Rascht-Tal ein Zentrum oppositioneller Kräfte und damit auch ein Schauplatz heftiger Auseinandersetzungen zwischen den Truppen der Regierungskoalition und der Opposition. Nach dem Ende des Bürgerkriegs bemühte sich unter anderem das Entwicklungsprogramm der Vereinten Nationen mit Wiederaufbauprojekten um eine Verbesserung der Lebensumstände im Rascht-Tal. 2010 kam es erneut zu Gewaltausbrüchen im Rascht-Tal, nachdem sich islamistische Kräfte nach dem Überfall auf ein Hochsicherheitsgefängnis und mehreren Anschlägen ins Rascht-Tal zurückgezogen hatten. Die tadschikischen Regierungstruppen griffen im Kampf gegen die Islamisten hart durch, alle Verbindungen in die Region wurden gekappt, eine Berichterstattung war nicht möglich. Am Ende der Aktion waren mehr als 100 Menschen tot, darunter führenden Islamisten und befreite Häftlinge.